# Antyle Holenderskie
Antyle Holenderskie (niderl. Nederlandse Antillen, ang. The Netherlands Antilles, papiamento Antia Hulandes) – istniejące w latach 1848–2010 holenderskie terytorium autonomiczne w Małych Antylach (Ameryka Środkowa) obejmujące 5 wysp na Morzu Karaibskim: dwie większe u wybrzeży Wenezueli – Curaçao (444 km²) i Bonaire (288 km²), oraz trzy mniejsze na wschód od Portoryko (Wyspy Podwietrzne) – Sabę (13 km²), Sint Eustatius (21 km²) i południową część Sint Maarten (34 km²). Do 1986 w skład Antyli Holenderskich wchodziła również wyspa Aruba (179 km²).

## Warunki naturalne
Wyspy głównie nizinne, zbudowane ze skał wapiennych, z rozwiniętymi zjawiskami krasowymi, jedynie Sint Eustatius i Saba są wyżynne, pochodzenia wulkanicznego. Najwyższym wzniesieniem był wygasły wulkan Mount Scenery (887 m) na Sabie. Wyspy otoczone rafami koralowymi. Klimat podrównikowy, na północy wilgotny, na południu suchy. Częste huragany. Średnia temperatura w styczniu 20 °C, w lipcu 28 °C. Średnie roczne sumy opadów od 500 do 1000 mm. Brak stałej sieci rzecznej. Słodką wodę uzyskuje się z destylacji. Roślinność stepowa i zarośla krzewiaste oraz suche lasy równikowe. Świat zwierzęcy i roślinny chroniony jest w kilku parkach narodowych i rezerwatach przyrody o łącznej powierzchni 13,5 ha, między innymi Washington-Slagbaii, Bonaire, Christoffel.

## Historia
Wyspy północne odkryte zostały w 1493 roku przez Krzysztofa Kolumba, natomiast południowe (Arubę, Bonaire i Curaçao, tzw. holenderskie ABC) odkrył 6 lat później Alonso de Hojeda. Najwcześniej skolonizowaną wyspą była Curaçao, gdzie w 1527 roku powstało pierwsze hiszpańskie osiedle. W 1632 roku Holendrzy pojawili się na Sint Eustatius, a dwa lata później zajęli Arubę, Bonaire i Curaçao (zobacz: Holenderska Kompania Zachodnioindyjska). W 1648 roku wyspa Sint Maarten została podzielona między Holendrów i Francuzów (zwana Saint-Martin). W latach 1828–1945 znane pod nazwą Holenderskie Indie Zachodnie, od roku 1949 wyspy te utworzyły połączone terytorium zależne Antyli Holenderskich, a w 5 lat później uzyskały status kraju autonomicznego wchodzącego w skład Królestwa Niderlandów. Władzę sprawował lokalny parlament (Stany Antyli Holenderskich) oraz rząd powoływany przez gubernatora z nadania królewskiego. Od 1983 roku prowadzone były rozmowy nad przyznaniem wyspom niepodległości. W roku 1986 od Antyli Holenderskich odłączyła się wyspa Aruba, tworząc samodzielną jednostkę w ramach Królestwa Niderlandów.

### Likwidacja terytorium
W wyniku referendum przeprowadzonego na poszczególnych wyspach wchodzących w skład terytorium 1 lipca 2007 roku Antyle Holenderskie miały rozpaść się na 5 osobnych terytoriów. Jednak w listopadzie 2006 roku postanowiono odroczyć ten proces, wyznaczając nową datę na 15 grudnia 2008 roku. W ostateczności i ta data nie została dotrzymana, a przyszły status wysp miał być określony 30 września 2009 roku. Kolejny termin został ustalony na 10 października 2010 roku. Po podziale Antyli Holenderskich wyspy Curaçao i Sint Maarten uzyskały status analogiczny do statusu Aruby (kraje stowarzyszone w ramach Królestwa Niderlandów, lecz nie wchodzące w skład Holandii), a wyspy Bonaire, Saba i Sint Eustatius stały się holenderskimi „gminami zamorskimi”, które będą mogły zostać włączone, jeśli sobie tego zażyczą, do Unii Europejskiej jako jej regiony peryferyjne. Pod koniec 2009 roku władze Bonaire postanowiły jednak przeprowadzić kolejne referendum (pierwotnie zaplanowane na 15 stycznia 2010), w którym mieszkańcy mieli się opowiedzieć, czy wyspa ma zostać częścią Holandii (tak jak przewidywały dotychczasowe ustalenia), czy też – śladem Curaçao i Sint Maarten – stać się osobnym krajem stowarzyszonym. Ewentualne przegłosowanie statusu kraju stowarzyszonego przez mieszkańców Bonaire mogłoby zachwiać całym procesem przekształcania Antyli Holenderskich – według rządu holenderskiego wówczas nie było już możliwości przyznania Bonaire innego statusu niż negocjowany do tej pory (gmina zamorska Holandii), a jeżeliby mieszkańcy Bonaire go odrzucili w referendum, to jedynym akceptowanym przez Holandię rozwiązaniem byłoby przyznanie niepodległości wyspie. Referendum, o którym mowa, zaplanowane pierwotnie na 15 stycznia, zostało jednak najpierw przesunięte na marzec 2010 roku, zaś w lutym gubernator Antyli Holenderskich odwołał głosowanie. Ostatecznie 10 października Antyle Holenderskie przestały istnieć.

## Gospodarka
Podstawą gospodarki było przetwórstwo ropy naftowej ze złóż w Wenezueli. Odbywało się ono w jednym z największych na świecie zakładów rafineryjno-petrochemicznych na Curaçao. Duże znaczenie miała również bankowość, handel w portach wolnocłowych a także turystyka, ponieważ corocznie przybywało około 1,4 mln turystów. Ze względu na suchy klimat i słabe gleby uprawiane były jedynie warzywa i owoce, między innymi pomarańcze (służące do produkcji słynnego likieru curaçao).
Poważnym problemem Antyli Holenderskich był niedobór wody pitnej. Z tego względu na tych wyspach wybudowano największe na świecie stacje odsalania wody morskiej.

## Demografia
Większość mieszkańców wysp ma korzenie afrykańskie lub mieszane afrykańsko-europejskie i posługuje się papiamento – językiem kreolskim na bazie hiszpańskiego, portugalskiego, z zapożyczeniami z niderlandzkiego, angielskiego, francuskiego i języków afrykańskich. Papiamento, angielski i niderlandzki są językami urzędowymi.
Struktura religijna kraju w 2010 roku według Pew Research Center:
- katolicy 73,8%
- protestanci 17,8% (gł. adwentyści dnia siódmego, zielonoświątkowcy, baptyści i metodyści)
- brak religii 3,3%
- inni chrześcijanie 2,3% (w tym świadkowie Jehowy)
- tradycyjne religie plemienne 1,2%
- buddyści 0,5%
- żydzi 0,3%
- muzułmanie 0,2%
- hindusi 0,2%
- inne religie 0,4%.